# Nikolai Alexandrowitsch Dygai
Nikolai Alexandrowitsch Dygai (russisch Николай Александрович Дыгай; * 29.jul. / 11. November 1908greg. in Dorf Pokrowskij, Russisches Kaiserreich (heute Oblast Donezk, Ukraine); † 6. März 1963 in Moskau) war ein sowjetischer Politiker der KPdSU, der unter anderem mehrmals Minister sowie 1958 Stellvertretender Vorsitzender des Ministerrates der Russischen Sozialistischen Föderativen Sowjetrepublik war.

## Leben
Dygai war nach dem Schulbesuch zwischen 1925 und 1926 Mitarbeiter im Regionalkomitee der Komsomol in der Don-Region und arbeitete zwischen 1927 und 1929 als Kesselschmied bei der Metallurgischen Fabrik TAGMET in Taganrog und trat 1929 der KPdSU als Mitglied bei. Nachdem er zwischen 1929 und 1932 ein Studium im Fach Bauingenieurwesen an der Technischen Hochschule „Nikolai Ernestowitsch Bauman“ in Moskau sowie von 1932 bis 1934 an der Militäringenieurakademie der Roten Armee absolviert hatte, war er zwischen 1934 und 1936 als Bauingenieur bei der Metallurgischen Fabrik in Nischni Tagil tätig.
Im Anschluss begann Dygai seine politische Laufbahn und war von 1937 bis 1938 Vorsitzender des Exekutivkomitees des Stadtsowjets von Nischni Tagil sowie anschließend zwischen 1938 und 1939 Direktor der Fabrik Uraltjaschstroi. Nachdem er zwischen Januar 1939 und  Januar 1946 Leiter des Bauprojekts Glavuralstroja im Volkskommissariat für das Bauwesen der UdSSR war, wurde er im Januar 1946 Erster Stellvertretender Volkskommissar für das Militär- und Marinebauwesen der UdSSR.
Am 14. Juni 1947 wurde er Nachfolger von Semjon Sacharowitsch Ginsburg als Minister für das Militär- und Marinebauwesen und bekleidete dieses Ministeramt bis zu dessen Auflösung am 9. März 1949. Stattdessen übernahm Dygai am 9. März 1949 das neugeschaffene Amt des Ministers für das Bauingenieurwesen der UdSSR, das er ebenfalls bis zur Auflösung dieses Ministeriums am 15. März 1953 bekleidete. Auf dem XIX. Parteitag der KPdSU, der vom 5. bis 14. Oktober 1952 stattfand, wurde er Kandidat des ZK und wurde in dieser Funktion auf dem XX. Parteitag der KPdSU vom 14. bis 25. Februar 1956 bestätigt. Er verblieb Kandidat des ZK der KPdSU bis zum 17. Oktober 1961. 
Dygai bekleidete vom 15. März 1953 bis zum 23. Oktober 1957 das Amt des Minister für das Bauwesen der UdSSR und war zugleich vom 29. Mai 1957 bis zum 25. Februar 1958 auch Minister für das Bauwesen der Russischen Sozialistischen Föderativen Sowjetrepublik (RSFSR), ehe er vom 25. Februar bis zum 30. Juli 1958 Stellvertretender Vorsitzender des Ministerrates der RSFSR war. Danach fungierte er von 1958 bis 1959 als Erster Stellvertretender Vorsitzender des Staatlichen Planungskomitees der RSFSR.
Im August 1959 wurde Dygai Vorsitzender der Kommission für Kapitalanlagen beim Ministerrat der UdSSR und verblieb bis Januar 1961 in dieser Funktion. Danach war er von Januar bis September 1961 Erster Vize-Minister für Straßenbau sowie als Nachfolger von Nikolai Iwanowitsch Bobrownikow zwischen dem 2. September 1961 und seinem Tod am 6. März 1963 Vorsitzender des Exekutivkomitees der Stadtverwaltung von Moskau und damit de facto Bürgermeister von Moskau. Sein Nachfolger in dieser Funktion wurde daraufhin Wladimir Fjodorowitsch Promyslow. Zugleich wurde er auch Mitglied des Zentralkomitees (ZK) der KPdSU.
Dygai wurde mehrfach ausgezeichnet und erhielt unter anderem den Leninorden, den Orden des Roten Banners der Arbeit sowie den Orden des Roten Sterns.